# Laureano Echevarría
Laureano Echevarría Perales (Torrelavega, Cantabria, 17 de noviembre de 1966) es un exfutbolista español. Jugaba como guardameta.
Actualmente es entrenador de porteros, labor que desempeña en el Rayo Cantabria y que ha ejercido previamente en la Real Sociedad Gimnástica de Torrelavega, el Club Deportivo Cayón y el Club Portugalete. 
Es el cuarto jugador con más partidos oficiales disputados en la historia del Club Deportivo Numancia.

## Trayectoria
Formado en la base del fútbol aragonés, debutó en Primera División con el Real Zaragoza en la temporada 1984/85. Ocupó la portería del Club Deportivo Numancia durante siete temporadas, entre 1991 y 1998.
Actualmente es el entrenador de porteros del CD Cayón, trabajando con porteros muy prometedores.